# Canepina
Canepina är en ort och kommun i provinsen Viterbo i regionen Lazio i Italien. Kommunen hade 3 019 invånare (2018).